# Diloro
Diloro is een dorp in het district Central in Botswana. De plaats telt 509 inwoners (2011).